# Naturens rättigheter
Naturens rättigheter (engelska: Rights of Nature) är en legal och juridisk teori som beskriver de inneboende rättigheterna hos ekosystem och arter. Begreppet är en naturens motsvarighet till mänskliga rättigheter. Naturens rättigheter som koncept utmanar 1900-talsbaserade lagar som ofta baserar sig på en begränsad syn på naturen som en resurs som kan ägas, användas och utnyttjas. Förespråkare för teorin om naturens rättigheter uppmanar mänskligheten att bete sig på ett sätt som är i linje med den moderna, systembaserade vetenskapen.[källa behövs]

## Bakgrund och definition
Tankeskolan som ligger bakom naturens rättigheter baserar sig på två grundläggande resonemang. Det första handlar om att naturens inneboende rättigheter har fäste i naturens själva existens, eftersom de motsvarande mänskliga rättigheterna är grundade i den filosofiska tron att dessa har rötter i människans varande. Ett annat och mer pragmatiskt argument hävdar att människors överlevnad är beroende av sunda ekosystem, vilket leder till att skyddandet av naturens rättigheter i förlängningen främjar både mänskliga rättigheter och människors välbefinnande.
Ur ett naturens rättighetsperspektiv utgick de flesta av miljölagarna under 1900-talet från ett föråldrat synsätt där naturen består av separata och självständiga delar, snarare än av en sammanbunden helhet. En viktigare kritik är att dessa lagar tenderar att vara underordnade ekonomiska intressen, och att de mestadels syftar till att reagera på och mildra en ekonomiskt driven försämring av naturvärden; alternativet hade varit att sätta naturens rätt att få frodas som ett primärt mål för dessa lagar. Denna kritik av existerande miljölagar är en viktig del av den aktivism som inkluderar klimatförändringstvister, vilka försöker tvinga fram samhällsåtfärder för att minska de pågående klimatförändringarna.

## Olika länder
2024 fanns minst 495 naturrättslagar på lokal eller statlig nivå i åtminstone 40 länder, sju stamnationer i USA och Kanada samt minst ett dussin städer och counties i USA. De kan vara utformade som grundlagsmässiga bestämmelser, fördrag, stadgar, lokala förordningar eller domstolsbeslut. En delstatlig bestämmelse som berör Floridas författning var då på gång. I Ecuador är naturens rättigheter inskrivna i landets grundlag sedan 2008.

### Sverige
I Sverige verkar bland annat miljöaktivisten Pella Thiel och juristen Mari Margil på konferenser och i dialog med Förenta nationerna runt utvecklandet av bestämmelser som främjar naturens rättigheter.
Forskare vid Göteborgs universitet undersöker möjligheter att skydda Vättern juridiskt genom Naturens rättigheter.